# آنتس پیپ
آنتس پیپ (انگلیسی: Ants Piip؛ ۲۸ فوریهٔ ۱۸۸۴ – ۱ اکتبر ۱۹۴۲) یک سیاست‌مدار و دیپلمات اهل استونی بود.
وی از تاریخ ۲۰ دسامبر ۱۹۲۰ تا ۲۵ ژانویه ۱۹۲۱ به عنوان نخست‌وزیر استونی و ۲۶ اکتبر ۱۹۲۰ تا ۲۰ نوامبر ۱۹۲۱ به عنوان رئیس دولت استونی انتخاب شده بوده‌است.
از دیگر سمت‌های وی می‌توان به وزیر امورخارجه در پنج دوره و وزیر دفاع از سال ۹۲۰ تا ۱۹۲۱ اشاره کرد.